# Felix Magath
Wolfgang-Felix Magath (Aschaffenburg, 26 luglio 1953) è un allenatore di calcio ed ex calciatore tedesco, di ruolo centrocampista.
È uno dei sei ad aver vinto la Bundesliga sia da giocatore che da allenatore, insieme a Jupp Heynckes, Franz Beckenbauer, Matthias Sammer, Thomas Schaaf e Helmut Benthaus.

## Biografia
Nacque in una base militare statunitense in Germania da un soldato portoricano arruolato nell'esercito statunitense e da una donna tedesca. Il padre decise di tornare a Porto Rico nel 1954 una volta terminato il servizio in Germania.

## Carriera

### Giocatore
La sua carriera inizia nel TV Aschaffenburg. Nel 1972 si trasferisce al Viktoria Aschaffenburg, altra squadra locale. Dal 1974 al 1976 milita nel Saarbrücken, all'epoca nella Zweite Bundesliga, prima di trasferirsi all'Amburgo in Bundesliga. Nella squadra anseatica trascorre l'intera carriera agonistica, giocando come centrocampista, dal debutto nel 1976 al ritiro dall'attività nel 1986. Segna 46 gol in 306 partite con la maglia amburghese nel massimo campionato tedesco.
Vince la Coppa dei Campioni 1982-1983 (segnando il gol decisivo nella finale vinta per 1-0 contro la Juventus), tre campionati nel 1978-1979, 1981-1982 e 1982-1983 e una Coppa delle Coppe nel 1976-1977, segnando anche in questo caso nella finale.
Chiude la carriera agonistica nel Bayer Uerdingen, dove gioca dal 1986 al 1990.
Con la nazionale tedesca occidentale partecipa al campionato del mondo 1982 e al campionato del mondo 1986, classificandosi in entrambe le occasioni al secondo posto.

### Allenatore
Da allenatore guida l'Amburgo, il Werder Brema, il Norimberga che guida alla promozione in Bundesliga, l'Eintracht Francoforte, lo Stoccarda che guida al secondo posto nella Bundesliga 2002-2003, il Bayern Monaco e il Wolfsburg, portandolo alla vittoria del campionato tedesco per la prima volta nella sua storia. Il 23 maggio 2009, nel corso dei festeggiamenti per la vittoria del titolo, il presidente del gruppo Volkswagen, azionista di maggioranza del Wolfsburg, annuncia l'arrivo di Armin Veh al posto di Magath sulla panchina del club campione di Germania.
Il 1º luglio dello stesso anno Magath viene ingaggiato dallo Schalke 04 ma, nonostante i buoni risultati ottenuti in Champions e in Coppa Nazionale, il 16 marzo 2011 la squadra di Gelsenkirchen rende noto il suo esonero. La settimana seguente torna al Wolfsburg.
Riesce a salvare dalla retrocessione il club sassone e la stagione successiva lo guida a un buon ottavo posto in classifica, a distanza di quattro punti dall'Hannover qualificato per l'Europa League. Il 29 maggio 2012, a fronte di un buon progetto di rilancio della squadra, viene confermato sulla panchina dei biancoverdi; tuttavia il successivo 25 ottobre viene esonerato dopo aver ottenuto solo quattro punti nelle prime otto gare di Bundesliga.
Il 15 febbraio 2014 viene ingaggiato dal Fulham, al penultimo posto in Premier League, divenendo così il primo allenatore tedesco nella massima divisione inglese. A fine stagione i Cottagers retrocedono in Championship e il 18 settembre 2014, a causa degli scarsi risultati dei londinesi nelle prime sette partite di campionato (sei sconfitte e un pareggio), viene sollevato dal suo incarico. Nel 2016 porta i cinesi dello Shandong Luneng alla salvezza in campionato; l'anno seguente arriva sesto, prima di lasciare il club il 1º dicembre 2017.
Il 13 marzo 2022, a distanza di dieci anni, torna a sedersi sulla panchina di un club di Bundesliga venendo ingaggiato dall'Hertha Berlino, a seguito dell'esonero di Tayfun Korkut. Traghetta il club berlinese alla salvezza, ottenuta vincendo il decisivo retour match dello spareggio interdivisionale contro, ironia della sua sorte, la sua ex squadra dell'Amburgo.

## Statistiche

### Cronologia presenze e reti in nazionale
| Cronologia completa delle presenze e delle reti in nazionale ― Germania Ovest | Cronologia completa delle presenze e delle reti in nazionale ― Germania Ovest | Cronologia completa delle presenze e delle reti in nazionale ― Germania Ovest | Cronologia completa delle presenze e delle reti in nazionale ― Germania Ovest | Cronologia completa delle presenze e delle reti in nazionale ― Germania Ovest | Cronologia completa delle presenze e delle reti in nazionale ― Germania Ovest | Cronologia completa delle presenze e delle reti in nazionale ― Germania Ovest | Cronologia completa delle presenze e delle reti in nazionale ― Germania Ovest |
| Data                                                                          | Città                                                                         | In casa                                                                       | Risultato                                                                     | Ospiti                                                                        | Competizione                                                                  | Reti                                                                          | Note                                                                          |
| ----------------------------------------------------------------------------- | ----------------------------------------------------------------------------- | ----------------------------------------------------------------------------- | ----------------------------------------------------------------------------- | ----------------------------------------------------------------------------- | ----------------------------------------------------------------------------- | ----------------------------------------------------------------------------- | ----------------------------------------------------------------------------- |
| 30-4-1977                                                                     | Belgrado                                                                      | Jugoslavia                                                                    | 1 – 2                                                                         | Germania Ovest                                                                | Amichevole                                                                    | -                                                                             | 46’                                                                           |
| 8-6-1977                                                                      | Montevideo                                                                    | Uruguay                                                                       | 0 – 2                                                                         | Germania Ovest                                                                | Amichevole                                                                    | -                                                                             |                                                                               |
| 13-5-1980                                                                     | Francoforte sul Meno                                                          | Germania Ovest                                                                | 3 – 1                                                                         | Polonia                                                                       | Amichevole                                                                    | -                                                                             |                                                                               |
| 11-6-1980                                                                     | Roma                                                                          | Cecoslovacchia                                                                | 0 – 1                                                                         | Germania Ovest                                                                | Euro 1980 - 1º turno                                                          | -                                                                             | 60’                                                                           |
| 14-6-1980                                                                     | Napoli                                                                        | Germania Ovest                                                                | 3 – 2                                                                         | Paesi Bassi                                                                   | Euro 1980 - 1º turno                                                          | -                                                                             | 65’                                                                           |
| 10-9-1980                                                                     | Basilea                                                                       | Svizzera                                                                      | 2 – 3                                                                         | Germania Ovest                                                                | Amichevole                                                                    | 1                                                                             |                                                                               |
| 11-10-1980                                                                    | Eindhoven                                                                     | Paesi Bassi                                                                   | 1 – 1                                                                         | Germania Ovest                                                                | Amichevole                                                                    | -                                                                             |                                                                               |
| 3-12-1980                                                                     | Sofia                                                                         | Bulgaria                                                                      | 1 – 3                                                                         | Germania Ovest                                                                | Qual. Mondiali 1982                                                           | -                                                                             | 72’                                                                           |
| 1-1-1981                                                                      | Montevideo                                                                    | Argentina                                                                     | 2 – 1                                                                         | Germania Ovest                                                                | Amichevole                                                                    | -                                                                             |                                                                               |
| 7-1-1981                                                                      | Montevideo                                                                    | Brasile                                                                       | 4 – 1                                                                         | Germania Ovest                                                                | Amichevole                                                                    | -                                                                             |                                                                               |
| 1-4-1981                                                                      | Tirana                                                                        | Albania                                                                       | 0 – 2                                                                         | Germania Ovest                                                                | Qual. Mondiali 1982                                                           | -                                                                             |                                                                               |
| 29-4-1981                                                                     | Amburgo                                                                       | Germania Ovest                                                                | 2 – 0                                                                         | Austria                                                                       | Qual. Mondiali 1982                                                           | -                                                                             |                                                                               |
| 19-5-1981                                                                     | Stoccarda                                                                     | Germania Ovest                                                                | 1 – 2                                                                         | Brasile                                                                       | Amichevole                                                                    | -                                                                             |                                                                               |
| 24-5-1981                                                                     | Lahti                                                                         | Finlandia                                                                     | 0 – 4                                                                         | Germania Ovest                                                                | Qual. Mondiali 1982                                                           | -                                                                             |                                                                               |
| 2-9-1981                                                                      | Chorzów                                                                       | Polonia                                                                       | 0 – 2                                                                         | Germania Ovest                                                                | Amichevole                                                                    | -                                                                             |                                                                               |
| 23-9-1981                                                                     | Bochum                                                                        | Germania Ovest                                                                | 7 – 1                                                                         | Finlandia                                                                     | Qual. Mondiali 1982                                                           | -                                                                             |                                                                               |
| 14-10-1981                                                                    | Vienna                                                                        | Austria                                                                       | 1 – 3                                                                         | Germania Ovest                                                                | Qual. Mondiali 1982                                                           | 1                                                                             | 51’                                                                           |
| 18-11-1981                                                                    | Dortmund                                                                      | Germania Ovest                                                                | 8 – 0                                                                         | Albania                                                                       | Qual. Mondiali 1982                                                           | -                                                                             |                                                                               |
| 22-11-1981                                                                    | Düsseldorf                                                                    | Germania Ovest                                                                | 4 – 0                                                                         | Bulgaria                                                                      | Qual. Mondiali 1982                                                           | -                                                                             |                                                                               |
| 12-5-1982                                                                     | Oslo                                                                          | Norvegia                                                                      | 2 – 4                                                                         | Germania                                                                      | Amichevole                                                                    | -                                                                             |                                                                               |
| 16-6-1982                                                                     | Gijón                                                                         | Germania Ovest                                                                | 1 – 2                                                                         | Algeria                                                                       | Mondiali 1982 - 1º turno                                                      | -                                                                             | 83’                                                                           |
| 20-6-1982                                                                     | Gijón                                                                         | Germania Ovest                                                                | 4 – 1                                                                         | Cile                                                                          | Mondiali 1982 - 1º turno                                                      | -                                                                             |                                                                               |
| 25-6-1982                                                                     | Gijón                                                                         | Germania Ovest                                                                | 1 – 0                                                                         | Austria                                                                       | Mondiali 1982 - 1º turno                                                      | -                                                                             |                                                                               |
| 8-7-1982                                                                      | Siviglia                                                                      | Germania Ovest                                                                | 3 – 3 dts (5 – 4 dtr)                                                         | Francia                                                                       | Mondiali 1982 - Semifinale                                                    | -                                                                             | 72’                                                                           |
| 12-9-1984                                                                     | Düsseldorf                                                                    | Germania Ovest                                                                | 1 – 3                                                                         | Argentina                                                                     | Amichevole                                                                    | -                                                                             |                                                                               |
| 17-10-1984                                                                    | Colonia                                                                       | Germania Ovest                                                                | 2 – 0                                                                         | Svezia                                                                        | Qual. Mondiali 1986                                                           | -                                                                             | 75’                                                                           |
| 29-1-1985                                                                     | Amburgo                                                                       | Germania Ovest                                                                | 0 – 1                                                                         | Ungheria                                                                      | Amichevole                                                                    | -                                                                             |                                                                               |
| 24-2-1985                                                                     | Oeiras                                                                        | Portogallo                                                                    | 1 – 2                                                                         | Germania Ovest                                                                | Qual. Mondiali 1986                                                           | -                                                                             |                                                                               |
| 27-3-1985                                                                     | Saarbrücken                                                                   | Germania Ovest                                                                | 6 – 0                                                                         | Malta                                                                         | Qual. Mondiali 1986                                                           | -                                                                             |                                                                               |
| 17-4-1985                                                                     | Augusta                                                                       | Germania Ovest                                                                | 4 – 1                                                                         | Bulgaria                                                                      | Amichevole                                                                    | -                                                                             |                                                                               |
| 30-4-1985                                                                     | Praga                                                                         | Cecoslovacchia                                                                | 1 – 5                                                                         | Germania Ovest                                                                | Qual. Mondiali 1986                                                           | -                                                                             |                                                                               |
| 12-6-1985                                                                     | Città del Messico                                                             | Inghilterra                                                                   | 3 – 0                                                                         | Germania Ovest                                                                | Amichevole                                                                    | -                                                                             | 60’                                                                           |
| 15-6-1985                                                                     | Città del Messico                                                             | Messico                                                                       | 2 – 0                                                                         | Germania Ovest                                                                | Amichevole                                                                    | -                                                                             | cap.                                                                          |
| 28-8-1985                                                                     | Mosca                                                                         | Unione Sovietica                                                              | 1 – 0                                                                         | Germania Ovest                                                                | Amichevole                                                                    | -                                                                             |                                                                               |
| 5-2-1986                                                                      | Avellino                                                                      | Italia                                                                        | 1 – 2                                                                         | Germania Ovest                                                                | Amichevole                                                                    | 1                                                                             |                                                                               |
| 12-3-1986                                                                     | Francoforte sul Meno                                                          | Germania Ovest                                                                | 2 – 0                                                                         | Brasile                                                                       | Amichevole                                                                    | -                                                                             |                                                                               |
| 9-4-1986                                                                      | Basilea                                                                       | Svizzera                                                                      | 0 – 1                                                                         | Germania Ovest                                                                | Amichevole                                                                    | -                                                                             |                                                                               |
| 4-6-1986                                                                      | Santiago de Querétaro                                                         | Uruguay                                                                       | 1 – 1                                                                         | Germania Ovest                                                                | Mondiali 1986 - 1º turno                                                      | -                                                                             |                                                                               |
| 8-6-1986                                                                      | Santiago de Querétaro                                                         | Germania Ovest                                                                | 2 – 1                                                                         | Scozia                                                                        | Mondiali 1986 - 1º turno                                                      | -                                                                             |                                                                               |
| 17-6-1986                                                                     | San Nicolás de los Garza                                                      | Marocco                                                                       | 0 – 1                                                                         | Germania Ovest                                                                | Mondiali 1986 - Ottavi di finale                                              | -                                                                             |                                                                               |
| 21-6-1986                                                                     | San Nicolás de los Garza                                                      | Germania Ovest                                                                | 0 – 0 dts (4 - 1 dtr)                                                         | Messico                                                                       | Mondiali 1986 - Quarti di finale                                              | -                                                                             |                                                                               |
| 25-6-1986                                                                     | Guadalajara                                                                   | Francia                                                                       | 0 – 2                                                                         | Germania Ovest                                                                | Mondiali 1986 - Semifinale                                                    | -                                                                             |                                                                               |
| 29-6-1986                                                                     | Città del Messico                                                             | Argentina                                                                     | 3 – 2                                                                         | Germania Ovest                                                                | Mondiali 1986 - Finale                                                        | -                                                                             | 61’                                                                           |
| Totale                                                                        |                                                                               | Presenze                                                                      | 43                                                                            |                                                                               | Reti                                                                          | 3                                                                             |                                                                               |

### Statistiche da allenatore
Statistiche aggiornate al 4 novembre 2017. In grassetto le competizioni vinte.
| Stagione               | Squadra                | Campionato             | Campionato | Campionato | Campionato | Campionato | Coppe nazionali | Coppe nazionali | Coppe nazionali | Coppe nazionali | Coppe nazionali | Coppe continentali | Coppe continentali | Coppe continentali | Coppe continentali | Coppe continentali | Altre coppe | Altre coppe | Altre coppe | Altre coppe | Altre coppe | Totale | Totale | Totale | Totale | % Vittorie | Piazzamento     |
| Stagione               | Squadra                | Comp                   | G          | V          | N          | P          | Comp            | G               | V               | N               | P               | Comp               | G                  | V                  | N                  | P                  | Comp        | G           | V           | N           | P           | G      | V      | N      | P      | %          | Piazzamento     |
| ---------------------- | ---------------------- | ---------------------- | ---------- | ---------- | ---------- | ---------- | --------------- | --------------- | --------------- | --------------- | --------------- | ------------------ | ------------------ | ------------------ | ------------------ | ------------------ | ----------- | ----------- | ----------- | ----------- | ----------- | ------ | ------ | ------ | ------ | ---------- | --------------- |
| ott. 1995-1996         | Amburgo                | BL                     | 26         | 12         | 8          | 6          | CG              |                 |                 |                 |                 |                    |                    |                    |                    |                    |             |             |             |             |             | 26     | 12     | 8      | 6      | 46,15      | Sub. 5º         |
| 1996-mag. 1997         | Amburgo                | BL                     | 32         | 9          | 10         | 13         | CG              | 5               | 4               | 0               | 1               | Int+CU             | 6+6                | 4+3                | 1+1                | 1+2                |             |             |             |             |             | 49     | 20     | 12     | 17     | 40,82      | Eson.           |
| Totale Amburgo         | Totale Amburgo         | Totale Amburgo         | 58         | 21         | 18         | 19         |                 | 5               | 4               | 0               | 1               |                    | 12                 | 7                  | 2                  | 3                  |             |             |             |             |             | 75     | 32     | 20     | 23     | 42,67      |                 |
| set. 1997-1998         | Norimberga             | 2.BL                   | 29         | 16         | 8          | 5          | CG              |                 |                 |                 |                 |                    |                    |                    |                    |                    |             |             |             |             |             | 29     | 16     | 8      | 5      | 55,17      | Sub. 3º (prom.) |
| ott. 1998-mag. 1999    | Werder Brema           | BL                     | 22         | 6          | 6          | 10         | CG              | 3               | 3               | 0               | 0               | CU                 | 1                  | 0                  | 0                  | 1                  |             |             |             |             |             | 26     | 9      | 6      | 11     | 34,62      | Sub., Eson.     |
| dic. 1999-2000         | Eintracht Francoforte  | BL                     | 17         | 9          | 3          | 5          | CG              |                 |                 |                 |                 |                    |                    |                    |                    |                    |             |             |             |             |             | 17     | 9      | 3      | 5      | 52,94      | Sub. 14º        |
| 2000-gen. 2001         | Eintracht Francoforte  | BL                     | 19         | 6          | 2          | 11         | CG              | 1               | 0               | 0               | 1               |                    |                    |                    |                    |                    |             |             |             |             |             | 20     | 6      | 2      | 11     | 30,00      | Eson.           |
| Totale E.Francoforte   | Totale E.Francoforte   | Totale E.Francoforte   | 36         | 15         | 5          | 16         |                 | 1               | 0               | 0               | 1               |                    |                    |                    |                    |                    |             |             |             |             |             | 37     | 15     | 5      | 17     | 40,54      |                 |
| feb.-giu. 2001         | Stoccarda              | BL                     | 12         | 4          | 5          | 3          | CG              |                 |                 |                 |                 | I+CU               |                    |                    |                    |                    |             |             |             |             |             | 12     | 4      | 5      | 3      | 33,33      | Sub. 15º        |
| 2001-2002              | Stoccarda              | BL                     | 34         | 13         | 11         | 10         | CG              | 3               | 2               | 1               | 0               |                    |                    |                    |                    |                    |             |             |             |             |             | 37     | 15     | 12     | 10     | 40,54      | 8º              |
| 2002-2003              | Stoccarda              | BL                     | 34         | 17         | 8          | 9          | CG              | 2               | 1               | 0               | 1               | I+CU               | 8+8                | 6+6                | 0+1                | 2+1                |             |             |             |             |             | 52     | 30     | 9      | 13     | 57,69      | 2º              |
| 2003-2004              | Stoccarda              | BL                     | 34         | 18         | 10         | 6          | CG              | 3               | 2               | 0               | 1               | UCL                | 8                  | 4                  | 1                  | 3                  | DFB         | 1           | 0           | 0           | 1           | 46     | 24     | 11     | 11     | 52,17      | 4º              |
| Totale Stoccarda       | Totale Stoccarda       | Totale Stoccarda       | 114        | 52         | 34         | 28         |                 | 8               | 5               | 1               | 2               |                    | 24                 | 16                 | 2                  | 6                  |             | 1           | 0           | 0           | 1           | 147    | 73     | 37     | 37     | 49,66      |                 |
| 2004-2005              | Bayern Monaco          | BL                     | 34         | 24         | 5          | 5          | CG              | 6               | 6               | 0               | 0               | UCL                | 10                 | 5                  | 1                  | 4                  | DFB         | 2           | 2           | 0           | 0           | 52     | 37     | 6      | 9      | 71,15      | 1º              |
| 2005-2006              | Bayern Monaco          | BL                     | 34         | 22         | 9          | 3          | CG              | 6               | 6               | 0               | 0               | UCL                | 8                  | 4                  | 2                  | 2                  | DFL         | 1           | 0           | 0           | 1           | 49     | 32     | 11     | 6      | 65,31      | 1º              |
| 2006-gen. 2007         | Bayern Monaco          | BL                     | 19         | 10         | 4          | 5          | CG              | 3               | 2               | 0               | 1               | UCL                | 6                  | 3                  | 3                  | 0                  | DFL         | 2           | 0           | 1           | 1           | 30     | 15     | 8      | 7      | 50,00      | Eson.           |
| Totale Bayern Monaco   | Totale Bayern Monaco   | Totale Bayern Monaco   | 87         | 56         | 18         | 13         |                 | 15              | 14              | 0               | 1               |                    | 24                 | 12                 | 6                  | 6                  |             | 5           | 2           | 1           | 2           | 131    | 84     | 25     | 22     | 64,12      |                 |
| 2007-2008              | Wolfsburg              | BL                     | 34         | 15         | 9          | 10         | CG              | 5               | 3               | 1               | 1               |                    |                    |                    |                    |                    |             |             |             |             |             | 39     | 18     | 10     | 11     | 46,15      | 5º              |
| 2008-2009              | Wolfsburg              | BL                     | 34         | 21         | 6          | 7          | CG              | 5               | 3               | 1               | 1               | CU                 | 8                  | 4                  | 2                  | 2                  |             |             |             |             |             | 47     | 28     | 9      | 10     | 59,57      | 1º              |
| 2009-2010              | Schalke 04             | BL                     | 34         | 19         | 8          | 7          | CG              | 5               | 4               | 0               | 1               |                    |                    |                    |                    |                    |             |             |             |             |             | 39     | 23     | 8      | 8      | 58,97      | 2º              |
| 2010-mar. 2011         | Schalke 04             | BL                     | 26         | 9          | 6          | 11         | CG              | 5               | 5               | 0               | 0               | UCL                | 8                  | 5                  | 2                  | 1                  | SG          | 1           | 0           | 0           | 1           | 40     | 19     | 8      | 13     | 47,50      | Eson.           |
| Totale Schalke 04      | Totale Schalke 04      | Totale Schalke 04      | 60         | 28         | 14         | 18         |                 | 10              | 9               | 0               | 1               |                    | 8                  | 5                  | 2                  | 1                  |             | 1           | 0           | 0           | 1           | 79     | 42     | 16     | 21     | 53,16      |                 |
| mar.-giu. 2011         | Wolfsburg              | BL                     | 8          | 3          | 3          | 2          | CG              |                 |                 |                 |                 |                    |                    |                    |                    |                    |             |             |             |             |             | 8      | 3      | 3      | 2      | 37,50      | Sub. 15º        |
| 2011-2012              | Wolfsburg              | BL                     | 34         | 13         | 5          | 16         | CG              | 1               | 0               | 0               | 1               |                    |                    |                    |                    |                    |             |             |             |             |             | 35     | 13     | 5      | 17     | 37,14      | 8º              |
| ago.-ott. 2012         | Wolfsburg              | BL                     | 8          | 1          | 2          | 5          | CG              | 1               | 1               | 0               | 0               |                    |                    |                    |                    |                    |             |             |             |             |             | 9      | 2      | 2      | 5      | 22,22      | Eson.           |
| Totale Wolfsburg       | Totale Wolfsburg       | Totale Wolfsburg       | 118        | 53         | 25         | 40         |                 | 12              | 7               | 2               | 3               |                    | 8                  | 4                  | 2                  | 2                  |             |             |             |             |             | 138    | 64     | 29     | 45     | 46,38      |                 |
| feb.-giu. 2014         | Fulham                 | PL                     | 12         | 3          | 3          | 6          | FACup+CdL       |                 |                 |                 |                 |                    |                    |                    |                    |                    |             |             |             |             |             | 12     | 3      | 3      | 6      | 25,00      | Sub. 19º        |
| ago.-set. 2014         | Fulham                 | FLC                    | 7          | 0          | 1          | 6          | FACup+CdL       | 1+0             | 1+0             | 0+0             | 0+0             |                    |                    |                    |                    |                    |             |             |             |             |             | 8      | 1      | 1      | 6      | 12,50      | Eson.           |
| Totale Fulham          | Totale Fulham          | Totale Fulham          | 19         | 3          | 4          | 12         |                 | 1               | 1               | 0               | 0               |                    | -                  | -                  | -                  | -                  |             | -           | -           | -           | -           | 20     | 4      | 4      | 12     | 20,00      |                 |
| 2016                   | Shandong Taishan       | CSL                    | 19         | 7          | 4          | 8          | CdC             | 1               | 0               | 0               | 1               | ACL                | 2                  | 0                  | 1                  | 1                  |             |             |             |             |             | 22     | 7      | 5      | 10     | 31,82      | Sub. 14º        |
| 2017                   | Shandong Taishan       | CSL                    | 30         | 13         | 10         | 7          | CdC             | 4               | 2               | 1               | 1               |                    |                    |                    |                    |                    |             |             |             |             |             | 34     | 15     | 11     | 8      | 44,12      | 6º              |
| Totale Shandong Luneng | Totale Shandong Luneng | Totale Shandong Luneng | 49         | 20         | 14         | 15         |                 | 5               | 2               | 1               | 2               |                    | 2                  | 0                  | 1                  | 1                  |             |             |             |             |             | 56     | 22     | 16     | 18     | 39,29      |                 |
| mar.-giu. 2022         | Hertha Berlino         | BL                     | 7          | 2          | 1          | 4          | CG              | -               | -               | -               | -               |                    |                    |                    |                    |                    |             |             |             |             |             | 7      | 2      | 1      | 4      | 28,57      | Sub. 16º        |
| Totale carriera        | Totale carriera        | Totale carriera        | 592        | 270        | 146        | 176        |                 | 60              | 45              | 4               | 11              |                    | 79                 | 44                 | 15                 | 20                 |             | 7           | 2           | 1           | 4           | 738    | 361    | 166    | 211    | 48,92      |                 |

## Palmarès

### Giocatore

#### Club

##### Competizioni nazionali
- Campionato tedesco: 3

Amburgo: 1978-1979, 1981-1982, 1982-1983

##### Competizioni internazionali
- Coppa delle Coppe: 1

Amburgo: 1976-1977
- Coppa dei Campioni: 1

Amburgo: 1982-1983

#### Nazionale
- Campionato d'Europa: 1

Italia 1980

### Allenatore

#### Club

##### Competizioni nazionali
- Campionato tedesco: 3

Bayern Monaco: 2004-2005, 2005-2006
Wolfsburg: 2008-2009
- Coppa di Germania: 2

Bayern Monaco: 2004-05, 2005-2006
- Coppa di Lega tedesca: 1

Bayern Monaco: 2004

##### Competizioni internazionali
- Coppa Intertoto UEFA: 1

Stoccarda: 2002

#### Individuale
- Allenatore tedesco dell'anno: 3

2003, 2005, 2009